# Ристо Јеремић
Ристо Јеремић (Фоча, 18. мај 1869 – Мостар, 16. септембар 1952, Мостар) био је лекар и први домаћи хирург у тадашњој Босни и Херцеговини, један је од оснивача и првих председника „Просвете“, почасни члан Српског лекарског друштва, члан Научног друштва Босне и Херцеговине и почасни доктор Медицинског факултета у Београду.

## Живот и каријера
Рођен је у Фочи од оца Јова и мајке Кристе. У родном месту завршио је Српску основну школу. Гимназију је почео учити у Сарајеву, а потом у Дубровнику, где је и матурирао 29. јула 1889. године.
Студије медицине започео је у Бечу, а завршио у Грацу, где је дипломирао 1897. године. За доктора целокупне медицине промовисан је 1898. године.
Још као студент, током семестралног распуста, у Фочи 1892. године прво је покушао оснивање Српског гимнастичарског друштва „Фочански соко“ (забрањеног од стране аустругарских власти), као претечу Српског сокола, годину дана касније основао је Трезвењачко друштво „Побратимство“. Ово удружење је деловало више од четири деценије и било узор за оснивање низа сличних антиалкохоличарских друштава на простору Балканског полуострва.
По завршетку студија, радио је у Земаљској болници у Сарајеву, прво као стажиста, а затим као секударни и окружни лекар.
Специјализацију из области хирургије, усавршавао се код Јозефа Прајндлсбергера (Josef Preindlsberger, 1864 – 1938), који је у то време службовао у Сарајеву и тако постао први домаћи хирург са простора ондашње Босне и Херцеговина.
С почетка 20. века био је један од покретача и оснивача Српског просветног и културног друштва „Просвјета“ у Сарајеву, чији је био председник у периоду 1903—1904. године. Од 1904. године до Првог светског рата био је шеф Хируршког одељења Болнице у Тузли. У том граду је у међувремену подигао санаторијум у којем је отворио врата свим пацијентима без обзира на њихово имовинско стање.
Након Сарајевског атентата заједно са бројним слободоумним и угледним српским првацима, лишен је слободе и суђен на такозваном „Велеиздајничком процесу у Бања Луци“, због својих националних идеја и и због веза са „Народном одбраном“. Осуђен је на три године затвора. Амнестијом цара Карла пуштен је на слободу 1917. године.
Након Првог светског рата кратко је радио у Тузли, да би почетком 1919. године, прешао у Сарајево, где је четири године био директор Земаљске болнице, која је у време његовог управљања преименована у Државну болницу.
Од 1923. до 1934. године радио је у Суботици као шефа Санитета у Дирекцији државне железнице. У том граду једно време предавао је судску медицину на Правном факултету.
Промовисан је за почасног доктора Београдског универзитета 22. децембра 1937. године. Ово велико признање добио је након 40 година од стицања дипломе лекара опште медицине у Грацу.
Преминуо је 16. септембра 1952. у Мостару, где је и сахрањен.

## Дело
Научно - истраживачким радом започео се бавити од 1904. године. Склапање познанства са Јованом Цвијићем на хируршком конгресу у Београду 1911. утицало је на проширивање научних интересовања па је др Јеремић започео са прикупљањем и објављивањем материјала о пореклу становништва тузланског краја. Накако истовремено започео је и истраживачки рад у области историје здравствене културе и медицине у југословенским земљама.
Након вишегодишњих истраживања историје здравствене културе у архивима Дубровника, Сремских Карловаца, Славонског брода и Земуна, др Јеремић је написао неколико монографија, међу којима је вредна „Библиографија српске здравствене књижевности 1757 — 1918”, коју је објавило Српско лекарско друштво 1947. године.
Објавио је 15 научних и стручних књига и више од 70 чланака из области медицине, здравствене културе, фармације, етнологије, антропологије, историје, географије и језика.
Током Другог светског рата био је један од потпредседника Централног националног комитета, а након рата изабран је за почасног председникa Српског лекарског друштва са седиштем у Београду.
Године 1952. постао је члан Научног друштва Босне и Херцеговине.
Након пензионисања дошао је у Београд на позив др Стевана Иванића директора Централног хигијенског завода и у оквиру Социјално-медицинског одељења Завода, у првом новообразовном  центру за изучавање историје медицине у Србији, био хонорарно ангажован као експерт за историју медицине. У оквиру овог одељења,  уз подршку др Стевана  Иванића,   1937. године  формирао је Медико-историјски музеј, први музеј историје медицине у Србији, око којег се окупила група истраживача различитих професија (лекара, етнолога, историчара и филолога).